# Friedrich Fleischer (Verleger)

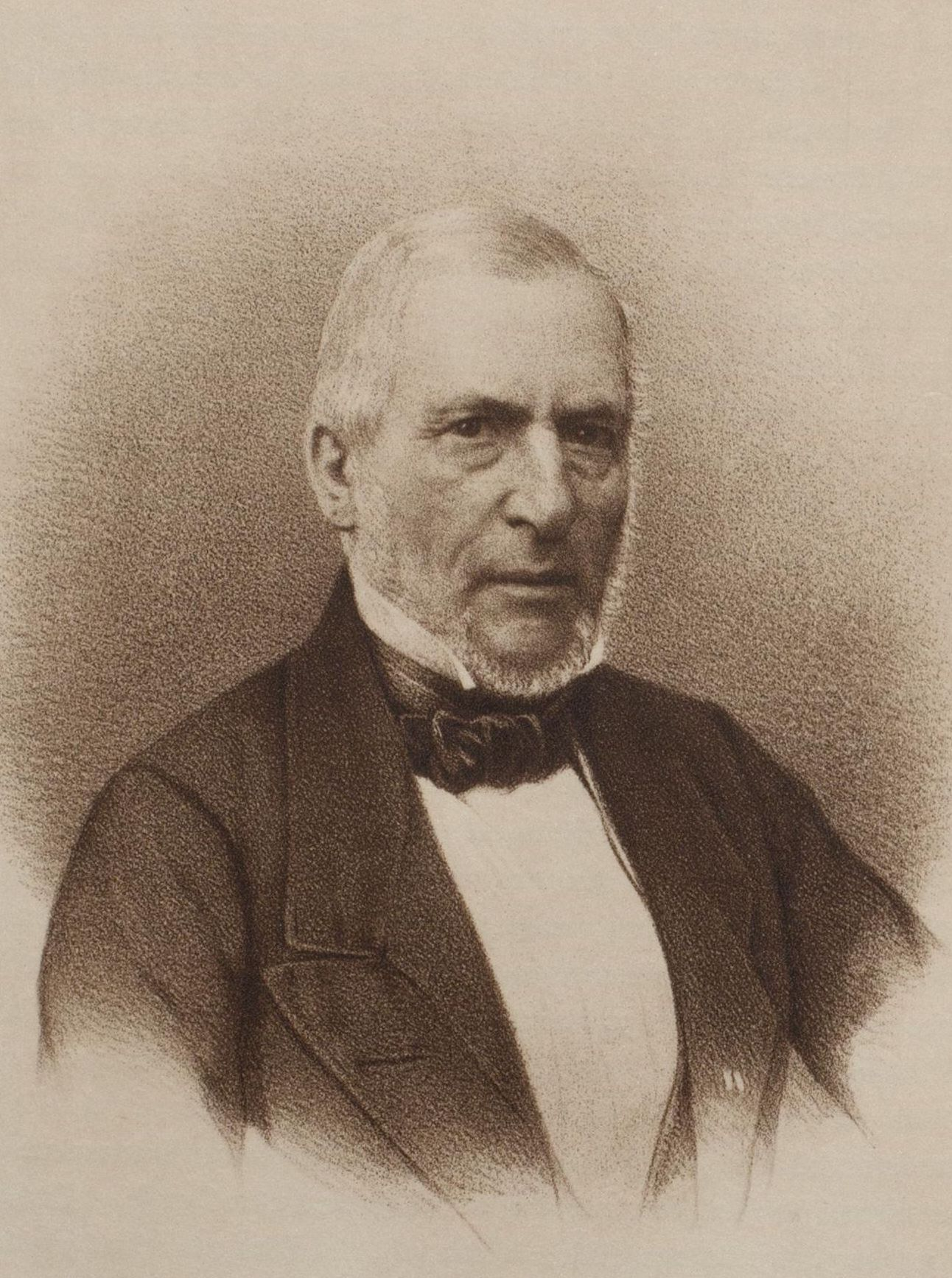
Friedrich Fleischer

Friedrich Fleischer (* 6. April 1794 in Leipzig; † 22. September 1863 ebenda) war ein deutscher Buchhändler und Kommissionär. Er gilt neben Friedrich Volckmar als Begründer des modernen Kommissionsbuchhandels.

## Leben
Fleischer übernahm 1819 die Buchhandlung seines Vaters und trat zunächst als Verleger in Erscheinung. So gab er Lieferungen mit Titelkupfern zu den Werken Goethes (Ausgabe letzter Hand, um deren Verlag er sich vergeblich bemüht hatte), Schillers und Wielands heraus. Ferner erschienen bei ihm Der junge Feldjäger von Ch. Mämpel (mit Vorwort von Goethe, 1826ff) oder Irische Elfenmärchen (übersetzt von den Brüdern Grimm, 1826).

Zugleich sorgte er durch den gezielten Ankauf weiterer Unternehmen für eine Erweiterung des Verlags. Er übernahm den Verlag der Akademischen Buchhandlung in Berlin, der Hertelschen Buchhandlung in Leipzig, der Geßnerschen Buchhandlung in Zürich, des Leipziger Verlags J. F. Gleditsch, Dommann in Züllichau, Langbein & Kläger in Rudolstadt, Ch. Homeyer in Braunschweig, Verlag von Ruff in Halle an der Saale, Köchlysche Buchhandlung in Leipzig, J. H. Schreiner in Düsseldorf, des Rabenhorstschen Verlags, des Verlags A. Weychardt in Leipzig, der G. J. Heyerschen Verlags in Gießen sowie des Funckeschen Verlags in Krefeld.
Zu einer der bedeutendsten Persönlichkeiten im deutschen Buchhandel des 19. Jahrhunderts wurde er aber erst durch den Ausbau seiner Leipziger Kommissionsbuchhandlung zu einer der wichtigsten am alten „Leipziger Platz“ (ab 1846, Firma: Carl Friedrich Fleischer) und durch seine Tätigkeit für die damals entstehenden Buchhändlerorganisationen. Er war 1833 Mitbegründer und bis 1863 Vorsitzender des Vereins der Buchhändler zu Leipzig. Er wirkte an der Gründung der zentralen und bis heute erscheinenden Börsenblatts für den Deutschen Buchhandel (1834) mit, war als Vorsitzender des Verwaltungsausschusses an der Errichtung der ersten Buchhändlerbörse in Leipzig (1836) beteiligt, schuf die Bestellanstalt zur Beschleunigung des Verkehrs zwischen den Leipziger Kommissionsbuchhändlern (1842) und die erste Buchhändlerlehranstalt in Leipzig (1853).
Durch seine Tätigkeit sorgte er für einen Bedeutungsaufschwung des Verlags- und Druckstandorts Leipzig zur Buchstadt und zum zentralen Kommissionsplatz Deutschlands (Leipziger Platz).